# Diego Capel
Diego Ángel Capel Trinidad (ur. 16 lutego 1988 w Albox) – hiszpański piłkarz występujący na pozycji pomocnika w hiszpańskim klubie Extremadura UD. Były reprezentant Hiszpanii.

## Kariera
Jest wychowankiem klubu FC Barcelona. Capel był reprezentantem Hiszpanii U-20. Wraz z nią wziął udział w Mistrzostwach Świata U-20. Strzelił gola w doliczonym czasie gry w meczu z Urugwajem, dzięki czemu spotkanie zakończyło się wynikiem 2-2. Razem z Hiszpanią dotarł do ćwierćfinału, w którym została ona wyeliminowana przez Czechy. Latem 2011 roku Diego Capel podpisał 5 letni kontrakt ze Sportingiem. Kwota transferu wyniosła 3,5 miliona euro. Od sezonu 2018/19 będzie występował w barwach hiszpańskiego 2. ligowego Extremadura UD.